# Emil Lindgren
Emil Lindgren (Falun, 4 mei 1985) is een Zweeds mountainbiker die sinds 2010 uitkomt voor Giant Pro XC Team. Hij vertegenwoordigde zijn vaderland in de olympische mountainbikerace bij de Olympische Spelen 2008 (Peking).

## Overwinningen

### Team Relay
- EK (2009)
- ZK (2011)

### Cross-Country
| Seizoen | Wereldbeker | Kampioenschappen | Overige                                     | Totaal aantal zeges |
| ------- | ----------- | ---------------- | ------------------------------------------- | ------------------- |
| 2008    |             |                  |                                             | 0                   |
| 2009    |             |                  | Machairas                                   | 1                   |
| 2010    |             | ZK               | Albstadt, Skov, Beringen                    | 4                   |
| 2011    |             | ZK               | Sherwood Pines, Svelvik, Drammen, Groesbeek | 5                   |
| 2012    |             | ZK               | Amathous, Saalhausen                        | 3                   |
| 2013    |             |                  | Afxentia, Horten                            | 2                   |

### Overwinningen Cross
2010/2011
- Zweedse Veldrit Competitie
- Cross van Kristianstad
- Zweeds kampioen